# Вега

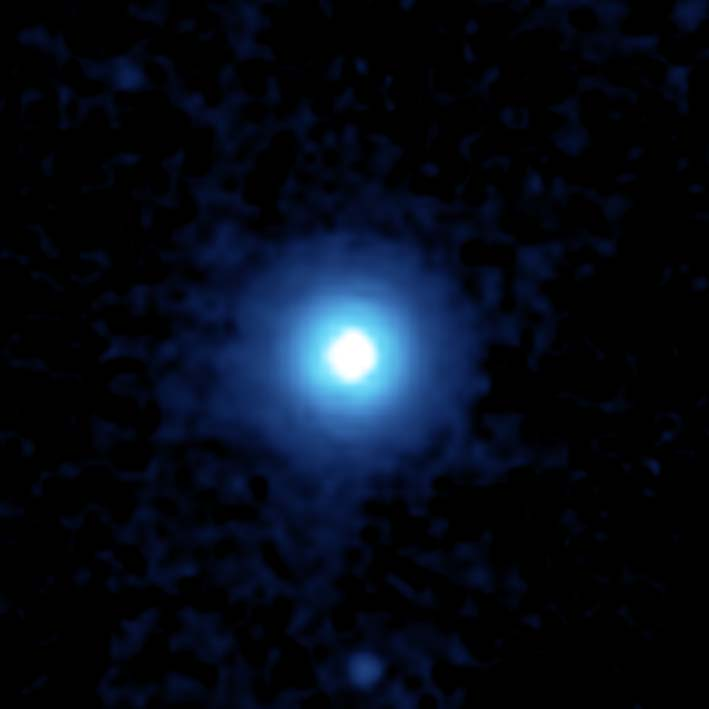
Вега (знімок космічного телескопа Спітцера)

Ве́га (від араб. النسر الواقع — «шуліка, що падає») (α Ліри) — найяскравіша зоря в сузір'ї Ліри, п'ята за яскравістю зоря нічного неба, друга після Арктура в північній півкулі. Порівняно близька (25 світлових років від Землі), та, разом з Арктуром і Сіріусом, одна з найяскравіших зір.
Близько 12 000 року до н. е. Вега була поляриссимою і приблизно через 12 000 років знову стане нею (внаслідок прецесії). Вона була першою зорею (після Сонця), в якої сфотографували спектр, та однією з перших зір, відстань до якої виміряли за допомогою паралаксу.

## Етимологія
Назва «Вега» (Wega, пізніше Vega) походить від приблизної транслітерації слова waqi («той, що падає») з фрази араб. النسر الواقع (an-nasr al-wāqi‘), яка означає "орел, що падає" або «гриф, що падає». Сузір'я Ліри представляли у вигляді грифа в стародавньому Єгипті або у вигляді орла чи грифа в давній Індії. Арабська назва увійшла в європейську культуру після вживання в астрономічних таблицях, які було розроблено в 1215—1270 роках за наказом Альфонсо X. Імовірно, асоціація Веги і всього сузір'я з хижим птахом мала в давнину свою міфологічну основу, проте цей міф був забутий, і заміщений пізнішою легендою про шуліку, який за наказом Зевса викрав тіло німфи Кампи в титана Бріарея, і за цю послугу господар його помістив на небо.

## Короткий опис основних характеристик Веги
Вега, яку астрономи іноді називають «напевно, найважливішою зорею після Сонця», нині є найбільш вивченою зорею нічного неба. Вега стала першою зорею (після Сонця), яку сфотографовано, а також першою зорею, у якої визначено спектр випромінювання. Також Вега була однією з перших зір, до якої методом паралаксу визначено відстань. Яскравість Веги довгий час приймали за нуль під час вимірювання зоряних величин, тобто вона була точкою відліку і була однією із шести зір, які лежать в основі шкали UBV-фотометрії (вимірювання випромінювання зорі в різних діапазонах спектру).

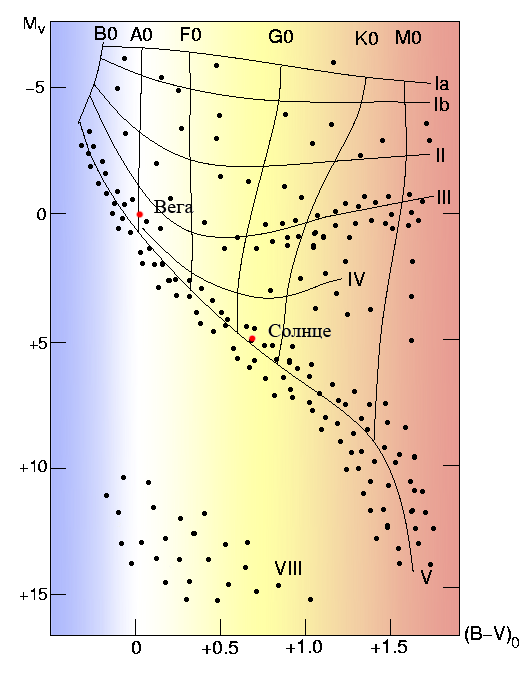
Вега і Сонце на діаграмі Герцшпрунга—Рассела

Вега — порівняно молода зоря з низькою, у порівнянні з Сонцем, металічністю, тобто з малим вмістом елементів важчих за гелій. Також Вега, імовірно, є змінною зорею, хоча це й не доведено. Можлива причина змінності — нестабільність у надрах.
Вега дуже швидко обертається навколо своєї осі, на її екваторі швидкість обертання досягає 274 км/с. Для порівняння, швидкість обертання на екваторі Сонця трохи більш за два кілометри на секунду (7284 км/год). Вега обертається в сто разів швидше, внаслідок чого має форму еліпсоїда обертання. Температура її фотосфери неоднорідна: максимальна температура — на полюсі зорі, мінімальна — на екваторі. Нині до Землі Вега обернена майже точно полюсом, і тому вона здається яскравою біло-блакитною зорею.
Взявши до уваги значення інтенсивності інфрачервоного випромінювання Веги, яке значно вище, ніж мало бути у неї теоретично, вчені дійшли висновку про наявність навколо Веги пилового диска, який обертається навколо неї і розігрівається випромінюванням зорі. Цей диск утворився, швидше за все, внаслідок зіткнення астероїдних або кометних тіл. Аналогічний пиловий диск у Сонячній системі пов'язаний з поясом Койпера.
Вега є прототипом так званих «інфрачервоних зір» — зір, у яких є диск із пилу й газу, що випромінює в інфрачервоному діапазоні під дією енергії зорі. Ці зорі називаються «Вега-подібні зорі».
Останнім часом в диску Веги виявлено несиметричності, що вказують на можливу наявність біля Веги принаймні однієї планети, розмір якої може приблизно дорівнювати розміру Юпітера.

## Історія вивчення

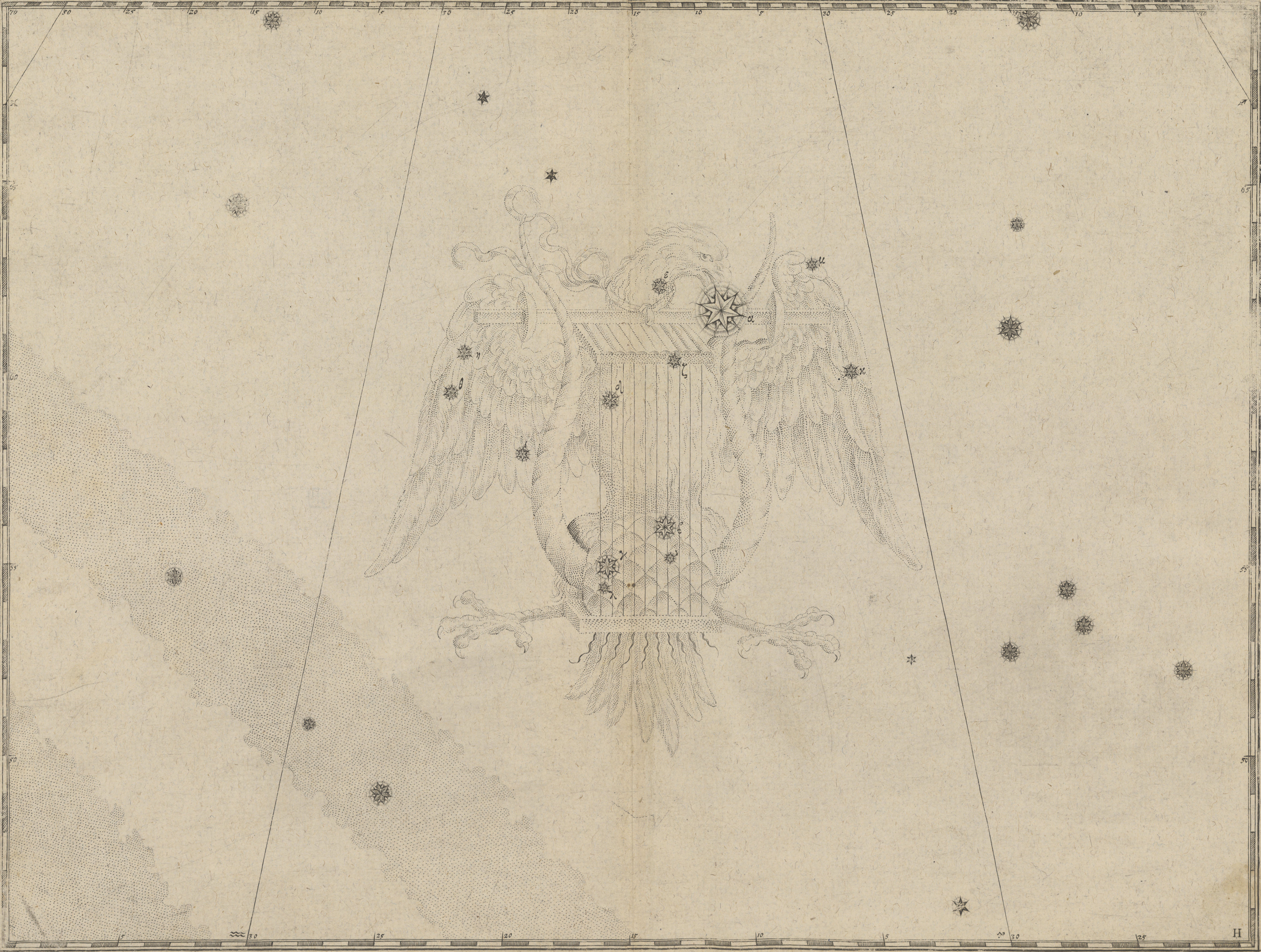
Сузір'я Ліри в атласі «Уранометрія». Вега зображена в дзьобі орла, який тримає ліру.

Один із розділів астрономії — астрофотографія, або фотографування через телескопи небесних об'єктів, почав розвиватися в 1840 році, коли астроном Джон Вільям Дрейпер сфотографував Місяць за допомогою дагеротипії. Першою сфотографованою зорею стала Вега. Вночі з 16 на 17 липня 1850 року в обсерваторії Гарвардського коледжу зроблено перший знімок зорі, також за допомогою дагеротипії. 1872 року Генрі Дрейпер отримав перші (після Сонця) фотографії спектра Веги і вперше показав лінії поглинання в цьому спектрі.
1879 року Вільям Гаґґінс використовував фотографії спектра Веги і ще дванадцяти схожих зір, щоб визначити «дванадцять сильних ліній», які є спільними для цього класу зір. Пізніше ці лінії було визначено як лінії водню (серія Бальмера).
Відстань до Веги можна визначити за її паралаксом відносно нерухомих зір під час руху Землі по орбіті навколо Сонця. Першим паралакс Веги визначив Василь Струве 1837 року. Використовуючи 9-дюймовий рефрактор на екваторіальному монтуванні і нитяний мікрометр, виготовлені Фраунгофером, Струве отримав значення 0,125 кутової секунди, що дуже близько до сучасного значення. Але Фрідріх Бессель, який визначив відстань до зорі 61 Лебедя, скептично оцінив отримані Струве дані, змусивши того відмовитися від первісної оцінки. Струве переглянув свою точку зору і після нових підрахунків отримав майже вдвічі більший паралакс (0,2169±0,0254"). Це поставило під сумнів перший результат Струве. Таким чином, більшість астрономів, зокрема й сам Струве, першим визначником відстані до зорі вважали Бесселя.
Нині паралакс Веги оцінюють у 0,129".
Яскравість усіх зір вимірюється за стандартною логарифмічною шкалою, причому чим яскравіша зоря, тим менша її зоряна величини. Найтьмяніші зорі, які доступні спостереженню неозброєним оком, мають шосту зоряну величину, тоді як блиск Сіріуса, найяскравішої зорі нічного неба, дорівнює -1,47. За точку відліку цієї шкали астрономи спочатку обрали Вегу: її зоряну величину вважали нульовою.
Таким чином, упродовж багатьох років Вега слугувала для калібрування фотометричної шкали та була точкою відліку для вимірювання зоряних величин. Але від такого початку шкали відмовилися, коли з'ясувалося, що Вега є пульсуючою змінною типу δ Щита. Однак для візуальних спостережень Вегу й досі можна вважати еталоном нульової зоряної величини: при спостереженні в стандартній смузі V фотометричної системи UBV, величина Веги дорівнює 0,03m, що на око неможливо відрізнити від нуля. У цій фотометричній системі визначаючи блиск зір застосовують три світлофільтри — ультрафіолетовий (англ. ultraviolet), синій (англ. blue) і жовтий (англ. yellow). Вони позначаються літерами U, B і V відповідно. Вега була однією із шести зір класу А0V, яку використовували під час розробки цієї фотометричної системи. Зоряні величини в усіх трьох смугах визначаються таким чином, щоб для Веги (і подібних до неї білих зір) вони були однаковими: U = B = V.
Фотометричні вимірювання Веги в 1920-х роках показали, що її блиск не постійний, а дещо мінливий. Зміни блиску були дуже малі, ±0,03 величини, і тому тривалий час астрономи не знали, є Вега змінною чи постійною зорею — техніка того часу була надто недосконалою. Пізніші вимірювання 1981 року в обсерваторії ім. Девіда Данлепа, показали таку саму, як і у 1930-х, слабку змінність блиску. Після спроби віднести Вегу до якогось конкретного класу змінних зір було висловлено припущення, що Вега робить неправильні низькоамплітудні пульсації, аналогічні до тих, які має δ Щита.
Це одна з категорій змінних зір, зміни блиску яких зумовлені власними пульсаціями через нестійкість в надрах зорі. Однак змінність Веги як і раніше спірна — інші астрономи не виявили жодних змін у блиску Веги, хоча вона належить до типу зір, серед яких зустрічається змінність. Тому дуже ймовірно, що нездатність зареєструвати зміну блиску Веги зумовлена недосконалістю обладнання або систематичними помилками у вимірюваннях. У статті 2007 року проаналізовано ці та інші результати й зроблено висновок, що «консервативний аналіз результатів показує, що Вега з високою ймовірністю є змінною зорею, у якої блиск змінюється на 1-2 %, з можливими випадковими відхиленнями до 4 % від середньої величини». Стаття за 2011 рік підтверджує висновок про змінність з формулюванням «довгострокову (рік за роком) змінність Веги підтверджено».
Вега була першою зорею, у якої виявили пиловий диск. Це відкриття зроблено 1983 року за допомогою космічної інфрачервоної обсерваторії (IRAS).
2006 року за допомогою оптичної інтерферометрії з довгою базою дослідники виявили асферичність Веги.

## Спостереження

Криві блиску найяскравіших зір неба з плином часу (Сіріуса, Канопуса, Толімана, Арктура, Веги, Проціона, Альтаїра).

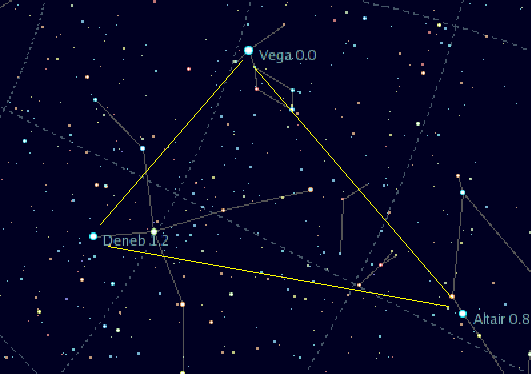
Знаменитий «Літній трикутник». Це найпомітніший астеризм у Північній півкулі влітку, восени і ранньою зимою. Вега є однією з його вершин.

Вега - зоря північної півкулі і має нині схилення 38°48'. Її можна побачити майже в будь-якій точці Землі, крім Антарктиди і самого півдня Південної Америки, аж до 51° південної широти. У Північній півкулі, на північ від 51° пн. ш., Вега ніколи не перетинає лінію горизонту, а на приполярних і полярних широтах Північної півкулі її видно цілий рік. Точку зеніту Вега проходить приблизно на широті Афін. На широті Москви Вега не заходить і не перетинає лінію горизонту, проте взимку через низьке положення Веги над горизонтом її можна побачити тільки під ранок або відразу після заходу Сонця.
Найкращий сезон для спостереження Веги — літо. Вона утворює одну з вершин «Літньо-осіннього трикутника» і, поряд з Денебом і Альтаїром, утворює цей відомий астеризм, який видно в Північній півкулі, на екваторі і в низьких широтах південної півкулі (до широт 40°).
У середніх широтах північної півкулі влітку Вегу видно неподалік зеніту. Вона кульмінує 1 липня опівночі, коли настає її максимальне кутове розходження з Сонцем. Саме в цей час створюються найкращі умови для спостереження Веги з Землі, як у Північній, так і в Південній півкулі (у низьких та помірних широтах Південної півкулі).
З плином часу північне схилення Веги збільшується, у міру наближення зорі до небесного Північного полюса в результаті прецесії Землі — приблизно через 12 тис. років — Вега стане поляриссимою Північної півкулі. Цією зорею Вега була за 13 тисяч років до н. е., і буде в 14 000 році н. е. У цей період Вега буде наближено вказувати на північ, а вигляд неба значно зміниться — на широтах Харкова буде видно південні сузір'я, такі як Південний Хрест, Центавр, Муха, Вовк. Сто тисяч років тому найяскравішою зорею неба був Канопус; нині це Сіріус, проте Вега була і буде однією з найяскравіших зір неба, причому в майбутньому її блиск зросте. Також у майбутньому збільшиться й блиск Альтаїра — іншої яскравої зорі астеризма «Літньо-осінній трикутник».

## Фізика

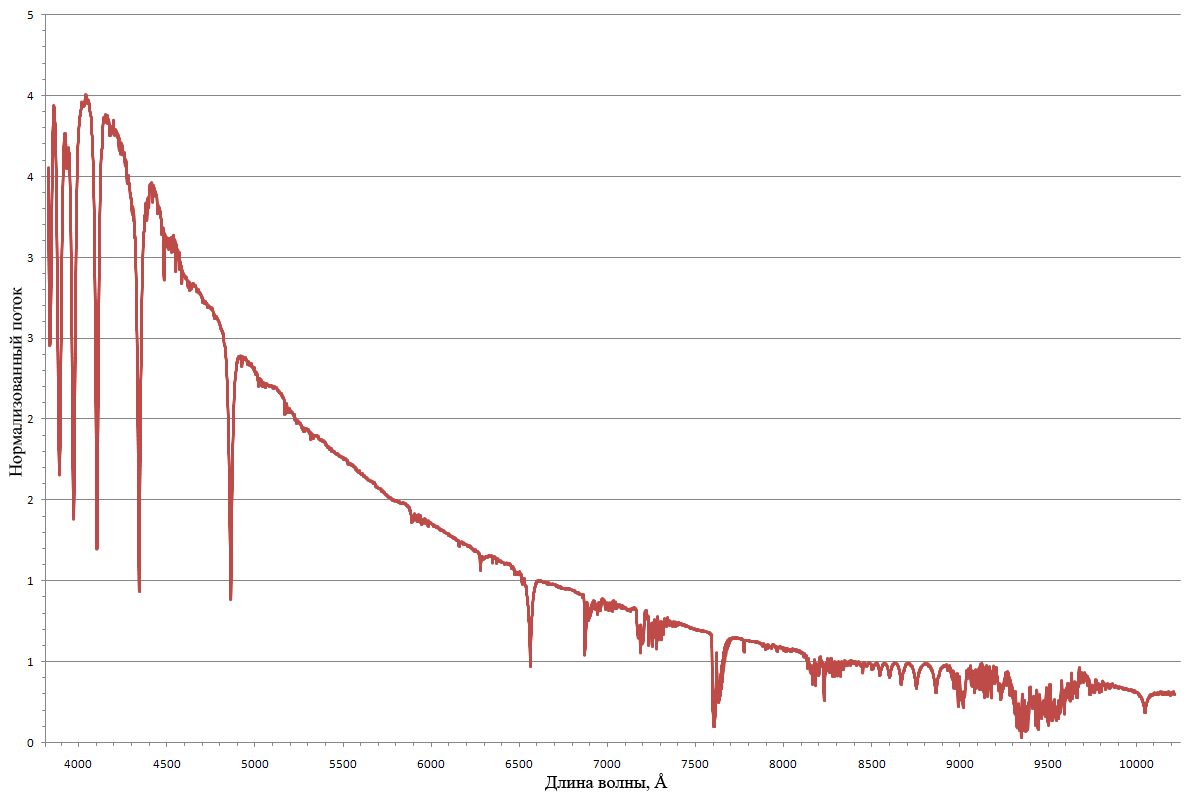
Спектр Веги в діапазоні 3820—10 200 Å. У лівій частині видно інтенсивні лінії водню, у правій — лінії оксигену і води земного походження.

Вега є зорею головної послідовності і має спектральний клас A0V, тобто є білою зорею головної послідовності. Основне джерело енергії зорі — термоядерна реакція синтезу гелію з водню в надрах при високій температурі. Оскільки масивні зорі витрачають водень швидше, ніж малі, то тривалість життя Веги становитиме, за підрахунками науковців, один мільярд років, що становить одну десяту тривалості життя Сонця.
На відміну від Сонця, основним джерелом енергії на Везі є не протон-протонна реакція, а так званий CNO-цикл синтезу атомів гелію з атомів водню за допомогою посередників — вуглецю, азоту і кисню. Для цього необхідна температура 16 мільйонів кельвінів. Це вище, ніж температура в надрах Сонця, але цей спосіб є одночасно і більш ефективним, ніж протон-протонна реакція. Цей цикл дуже чутливий до температури, тому перенесення тепла з надр зорі здійснюється не випромінюванням, а конвекцією. Тому у Везі зона променистого переносу розташована над конвективною, тоді як у Сонці — навпаки.
Енергетичний потік від Веги точно виміряно різними способами і використовується як еталон. Так, на довжині хвилі 548 нм щільність потоку становить 3650 Ян (±2 %). Вега має відносно плоский електромагнітний спектр на видимій ділянці (350-800 нанометрів), де щільність потоку становить 2000-4000 Ян. В інфрачервоній частині спектру щільність потоку мала і дорівнює близько 100 Ян при довжині хвилі 5 мікрометрів. У спектрі зорі домінують лінії поглинання водню. Лінії інших елементів є відносно слабкими, з них найбільшими є лінії іонізованого магнію, заліза та хрому.
Випромінювання Веги в рентгенівському діапазоні незначне, що свідчить про те, що у Веги дуже слабка або взагалі відсутня корона.

### Еволюція зорі
Вега утворилася приблизно 350-510 мільйонів років тому, вона значно старша за Сіріус, вік якого оцінюють у 240 мільйонів років. Враховуючи досить високу світність Веги (у порівнянні з Сонцем), дослідники припускають, що тривалість перебування Веги на стадії головної послідовності становитиме приблизно 1 мільярд років, після чого Вега стане субгігантом і, нарешті, червоним гігантом. Останньою стадією еволюції Веги стане скидання її оболонок і перетворення на білий карлик. Надновою Вега стати не зможе, їй не вистачить маси, оскільки для цього необхідна маса принаймні 5 мас Сонця. У такому вигляді, як нині, Вега проіснує ще близько 500 мільйонів років, до того як у неї скінчиться водневе паливо. Іншими словами, Вега перебуває, як і Сонце, в середині свого життя.

### Обертання

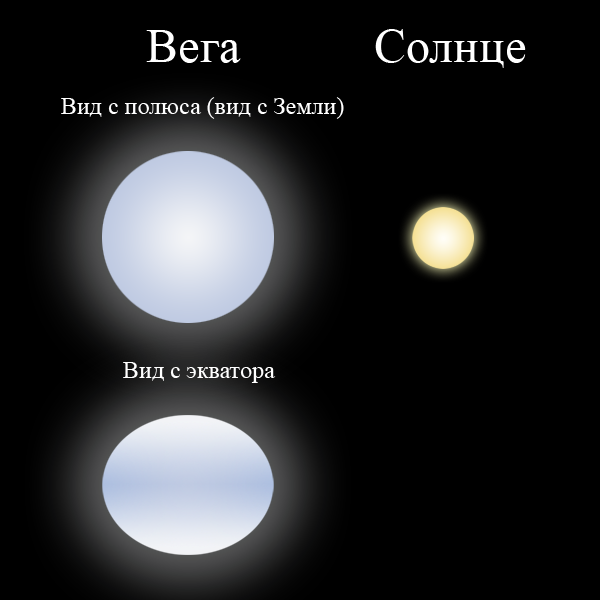
Порівняння розмірів Веги та Сонця. Вега не лише більша за Сонце, але й яскравіша, і масивніша. Зверніть увагу на приплюснутість Веги.

Виміряний за допомогою інтерферометра, радіус Веги за оцінками становить 2,73 ± 0,01 радіуса Сонця, що на 60 % більше, ніж радіус Сіріуса. Тоді як за теоретичними розрахунками він повинен лише на 12 % перевищувати радіус Сіріуса.
Було запропоновано, що таку аномалію могла викликати велика швидкість обертання зорі навколо своєї осі. Тобто Вега, на відміну від більшості зір, має не форму кулі, а форму еліпсоїда обертання, і нині її видно з Землі практично або повністю з боку полюса. Телескоп CHARA підтвердив це припущення.
Від прямого звернення до Землі полюс відхилений лише на п'ять градусів. Швидкість обертання на екваторі у Веги досягає 274 км/с (а період обертання навколо своєї осі дорівнює 12,5 години). Швидкість обертання зорі — 93 % першої космічної. Якщо б швидкість обертання перевищувала 293 кілометри на секунду, то Вега б зруйнувалася внаслідок відцентрових сил.
Таке швидке обертання Веги призвело до її еліпсоподібної форми, її екваторіальний діаметр на 23 % перевищує полярний. Полярний радіус дорівнює 2,26 ± 0,07 радіуса Сонця, тоді як екваторіальний — 2,78 ± 0,02 радіуси Сонця.
Прискорення вільного падіння на Везі також значною мірою залежить від широти, тому температура поверхні на Везі сильно відрізняється. За теоремою фон Цейпеля, світність зір в районі полюсів вища. Це призводить до різниці температур між полюсами і екватором. В районі полюса вона дорівнює 9695 ± 20 К, тоді як поблизу екватора — на 2400 К менша.
Якби ми бачили Вегу з екватора, то вона здалася б вдвічі тьмянішою.
Температурна різниця також може означати наявність конвективної зони навколо екватора.
Якби Вега була сферично симетричною зорею з повільним обертанням, то її яскравість була б еквівалентною 57-ми світностям Сонця. Ця яскравість значно перевищує світність типової зорі з такою масою. Таким чином, виявлення швидкого обертання Веги дозволило усунути цю суперечність, і повна болометрична світність Веги перевищує сонячну лише в 37 разів.
Вегу тривалий час використовували як еталонну зорю для калібрування телескопів. Знання про швидкість обертання Веги і знання того кута, під яким ми її бачимо, допомогло налаштувати інтерферометри щодо цієї зорі, і тепер діаметр зірки точно виміряний.

### Металічність
У фотосфері Веги мало елементів важчих за гелій — лише 32 % від аналогічного показника на Сонці. Для порівняння, у фотосфері Сіріуса міститься втричі більше металів, ніж на Сонці. Сонце містить досить багато елементів, важчих за гелій. Їх вміст оцінюють величиною 0,0172 ± 0,002 від загальної маси (тобто Сонце приблизно на 1,72 відсотка складається з важких елементів). Вега ж містить лише 0,54 % важких елементів.
Незвично низька металічність Веги дозволяє віднести Вегу до зір типу λ Волопаса.
Причина такої низької металічності для Веги (та деяких інших подібних зір спектрального класу A0-F0) залишається незрозумілою.
Можливо, це обумовлено втратою маси зорі, однак цей процес починається лише наприкінці життя зорі — коли в ній закінчується водневе паливо. Іншою можливою причиною може бути формування Веги з газопилової хмари з надзвичайно низьким вмістом металів.
Спостережуване співвідношення між гелієм та воднем у Веги приблизно на 40 % менше, ніж у Сонця. Це може бути спричинено зникненням конвективної зони гелію поблизу поверхні. Енергія з надр зорі передається замість конвекції з допомогою електромагнітного випромінювання, і це може бути причиною аномалій. Також причиною таких аномалій може бути дифузія.

### Рух у просторі
Радіальна швидкість Веги — складова руху зорі вздовж променя зору спостерігача.
Для зір і галактик однією з найважливіших характеристик є зміщення їхнього спектру. Якщо спектр зорі або галактики зміщений до червоної частини спектру, (червоний зсув), то ця зоря чи галактика віддаляються від спостерігача, і чим більший червоний зсув у спектрі, тим швидше віддаляється об'єкт спостереження. Хоча для зір це явище не настільки значне, але іншого способу обчислити швидкість руху зір відносно Землі немає. Точні вимірювання червоного зсуву Веги дали результат у -13,9 ± 0,9 км/с. Знак мінус вказує на рух зорі до Землі.
Внаслідок власного руху зір Вега поступово пересувається на тлі інших зір, настільки віддалених від Землі, що вони здаються нерухомими — їхній власний рух настільки малий, що ним нехтують.
Ретельні вимірювання положення зорі дозволили виміряти власний рух Веги. Власний рух Веги за рік становить 202,03 ± 0,63 мілісекунди дуги за прямим піднесенням і 287,47 ± 0,54 мілісекунди дуги за схиленням.
Повний власний рух Веги дорівнює 327,78 мілісекунди дуги на рік. За 11 тис. років Вега пересувається по небесній сфері приблизно на градус.
Відносно сусідніх зір швидкість Веги становить: по координаті U = -16,1 ± 0,3 км/с, по координаті V = -6,3 ± 0,8 км/с, і по координаті W = -7,7 ± 0,3 км/с. Повна швидкість Веги дорівнює 19 кілометрів на секунду — з приблизно такою ж швидкістю рухається в просторі Сонце відносно сусідніх зірок.
Хоча нині Вега лише п'ята за яскравістю зоря неба, але з плином часу її блиск повільно зростатиме через наближення до Сонячної системи. Приблизно через 210 тисяч років Вега стане найяскравішою зорею неба. Ще через 70 тисяч років її блиск досягне максимуму -0,81m. Загалом, Вега буде найяскравішою зорею впродовж 270 тисяч років.
Досліджуючи інші зорі, схожі за віком і властивостями на Вегу, а також ті, які рухаються подібним до неї чином, астрономи зарахували Вегу до так званої групи Кастора. Ця невелика група містить близько 16 зір, дуже схожих на Вегу. До неї належать такі об'єкти: α Lib, α Цефея, Кастор, Фомальгаут і Вега. Всі ці зорі рухаються в просторі майже паралельно одна до одної й з однаковою швидкістю. Колись всі вони сформувалися в одному місці і в один час, а потім стали гравітаційно-незалежними, але як і у випадку Сіріуса, астрономи знайшли свідчення існування цієї групи в минулому.
За підрахунками вчених, група утворилася близько 100-300 мільйонів років тому, і зорі цієї групи рухаються приблизно з однаковою швидкістю — десь 16,5 кілометра на секунду.

## Планетна система

### Надлишок інфрачервоного випромінювання
Одним з перших серйозних досягнень у роботі інфрачервоної астрономічної обсерваторії IRAS була реєстрація значного перевищення потоку інфрачервоного випромінювання від Веги в порівнянні з очікуваним. Підвищену інтенсивність випромінювання було виявлено на довжинах хвиль 25, 60 і 100 мікрометрів, і ці хвилі випромінювала ділянка, що має кутовий радіус десять кутових секунд, що відповідає джерелу випромінювання діаметром 80 а. о. Було запропоновано, що джерелом випромінювання є дрібні частинки, які обертаються навколо Веги та мають діаметр не менш одного міліметра й температуру близько 85 К. Частинки меншого діаметра будуть видуватися з системи світловим тиском або впадуть на зорю внаслідок ефекту Пойнтінга — Робертсона. Цей ефект пов'язаний з тим, що теплові фотони, які перевипромінюються частинками пилу,  анізотропні в системі відліку, нерухомій відносно зорі — переважає перевипромінювання в напрямку руху порошинки. У результаті порошинка втрачає момент імпульсу і по спіралі падає на зорю, а наблизившись до неї — випаровується. Цей ефект тим більш суттєвий, чим ближче перебуває порошинка до зорі.
Пізніші вимірювання потоку від Веги електромагнітного випромінювання з довжиною хвилі 193 мікрометри показали, що він слабший, ніж очікувалося. Це означало, що розмір пилових частинок — 100 мікрометрів або менше. Побудована на основі цих спостережень модель передбачала, що ми спостерігаємо пиловий диск навколо зорі радіусом 120 а.о. майже зверху, бо дивимося на Вегу практично з полюса. Крім того, в центрі цього диска є дірка радіусом майже 80 астрономічних одиниць. У центрі цієї дірки перебуває Вега.
Після виявлення аномального випромінювання Веги були відкриті й інші подібні зорі. На 2002 рік зареєстровано близько 400 «Вега-подібних» зір, серед яких Денебола, Бета Живописця, Фомальгаут, Епсилон Ерідана та ін. Висловлено припущення, що ці зорі можуть стати ключем до розгадки походження Сонячної системи.

### Пиловий диск

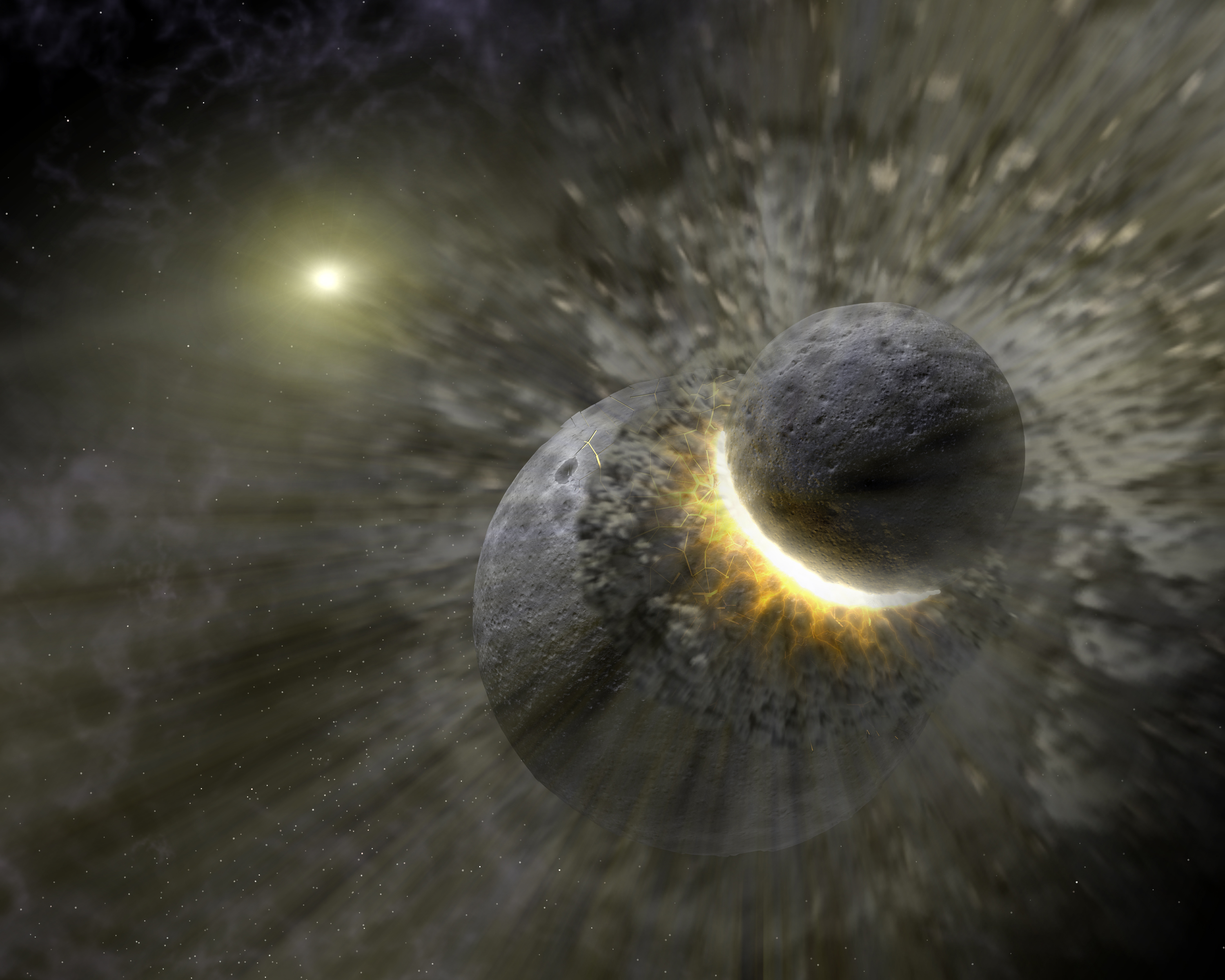
Зіткнення двох масивних небесних тіл неподалік від Веги як його бачить художник. Подібні зіткнення могли викликати утворення навколо Веги пилового диска.

1983 року космічна обсерваторія IRAS виявила інфрачервоне випромінювання на ділянці розміром близько 140 а.о. навколо Веги. Випромінює диск, який складається з пилових і крижаних часток і нагрівається зорею.
2005 року космічний телескоп «Спітцера» отримав зображення Веги, а також пил навколо неї, в інфрачервоному спектрі, оскільки пил вільно пропускає інфрачервоне випромінювання. Вважається, що на відстані 86—200 а.о. від Веги розташована хмара, подібна до поясу Койпера в Сонячній системі, а невеликі частинки «вимітаються» звідти випромінюванням зорі.
Було показано, що різні частини пилового диска — джерела випромінювання різної довжини хвилі. На довжині хвилі 24 мікрометри диск має розмір 43 кутові секунди, що відповідає відстані від Веги до нього 330 а.о, на 70 мікрометрах — 70 кутових секунд (543 а. о.), а на 160 мікрометрах — 105 кутових секунд (815 а. о.). Ці широкі й далекі від зорі частини складалися з дрібних частинок розміром від 1 до 50 мікрометрів у діаметрі. Відстань внутрішньої межі пилу від зорі становить за оцінками 71-102 а. о. або 11±2 кутових секунди. Така чітка межа диска виникла завдяки тому, що Вега своїм випромінюванням відштовхує частинки пилу, водночас утримуючи пиловий диск за рахунок тяжіння, тому пиловий диск відносно стабільний.
Загальна маса пилу в диску становить 0,003 маси Землі, що відповідає об'єкту радіусом близько 1000 км. Передбачають, що руйнування і перетворення на пил такої маси тіла в результаті зіткнення малоймовірне. Більш вірогідним видається утворення завдяки зіткненням об'єктів меншої маси, які запустили каскад дроблення, стикаючись з іншими аналогічними об'єктами.
Час існування без підживлення новим матеріалом подібних пилових структур — не більш як 10 млн років. Якщо не відбувається нових зіткнень, то вони поступово припиняють своє існування.
Спостереження інфрачервоного телескопа CHARA (обсерваторія Маунт-Вілсон) у 2006 році підтвердили наявність другого пилового диска навколо Веги, приблизно на відстані 8 а. о. від зорі (близько 1 млрд км). Цей пил аналогічний до сонячного поясу астероїдів, або ж є результатом інтенсивних зіткнень між кометами або метеоритами, але може бути планетою в процесі формування. Можливо, пил із цього диска є причиною передбачуваної змінності Веги

### Можлива планетна система

Пиловий диск Веги в штучних кольорах. Видно відкриту асиметрію. Положення зорі позначене «∗», «+» вказує на положення гіпотетичної планети.

Спостереження за допомогою телескопа імені Джеймса Клерка Максвелла, здійснені 1997 року, виявили навколо Веги так званий «довгастий яскравий центральний регіон», який розташовувався на відстані 9 кутових секунд (70 а. е.) від Веги у напрямку на північний схід. Науковці припустили, що це або збурення диска гіпотетичною екзопланетою, або що на орбіті навколо Веги перебував якийсь небесний об'єкт, цілком оточений пилом. Однак зображення, отримані з телескопа «Кек» на Гаваях, привели вчених до висновку, що мова йде про дуже велику хмару пилу і газу, яка розташована навколо Веги, і що це, очевидно, протопланетний диск, а маса об'єкта, який з нього формується — 12 мас Юпітера, що відповідає легкому коричневому карлику або субкоричневому карлику. До висновку, що планети Веги перебувають у процесі формування, дійшли астрономи з Каліфорнійського університету в Лос-Анджелесі (UCLA).
2003 року висунуто іншу, схожу пропозицію — про наявність навколо Веги планети (можливо, кількох планет) з масою Нептуна, які мігрували з відстані 40 а. о. від зорі до 65. о. приблизно 50 мільйонів років тому. Використовуючи коронограф телескопа «Субару» на Гавайських островах у 2005 році, астрономи зуміли обмежити верхню межу маси планети(и) Веги 5-10 масами Юпітера. До того ж астрономи припустили, що крім цих гіпотетичних планет-гігантів у системі Веги можуть існувати і планети земної групи. Імовірно, що площина орбіт планет Веги, швидше за все, лежатиме поблизу екваторіальної площини зорі.
З погляду спостерігача, який веде спостереження з якоїсь із гіпотетичних планет Веги, Сонце перебуватиме в сузір'ї Голуба, і матиме видиму зоряну величину 4,3 m. Неозброєним оком зорю такого блиску на Землі можна було б побачити в ясну, хорошу зоряну ніч, для цього особливої гостроти зору не потрібно.

## Найближче оточення зорі
На відстані в межах 10 світлових років від Веги розташовані такі зорі:
| Зоря             | Спектральний клас | Відстань, св. років |
| G 184-19         | M4,5 V / M4,5 V   | 6,2                 |
| μ Геркулеса      | G5 IV / M3V / M4  | 7,3                 |
| G 203-47         | M3,5 V            | 7,4                 |
| BD+43 2796       | M3,5 V            | 7,8                 |
| BD+45 2505       | M3 V / M3,5 V     | 8,2                 |
| AC+20 1463-148 A | M2 V—VI           | 9,3                 |
| AC+20 1463-148 B | M2 V—VI           | 9,7                 |

## Вега в культурі

### Вега в міфах народів світу
Вега — одна з найяскравіших зір на небосхилі і здавна привертала увагу стародавніх народів, які наділяли її міфологічними властивостями. Ще ассирійці називали Вегу «Даян-сейм», що в перекладі українською означає «суддя неба». Аккадці назвали її «Тір-анна», або «життя небес». Вавилонський Дильган («посланець світла») міг бути пов'язаний з Вегою. Стародавні греки вважали, ромбик з чотирьох зір, що розташований поряд з Вегою,  лірою, яку створив Гермес і згодом Аполлон передав музиканту Орфею, ця назва сузір'я поширена й сьогодні.

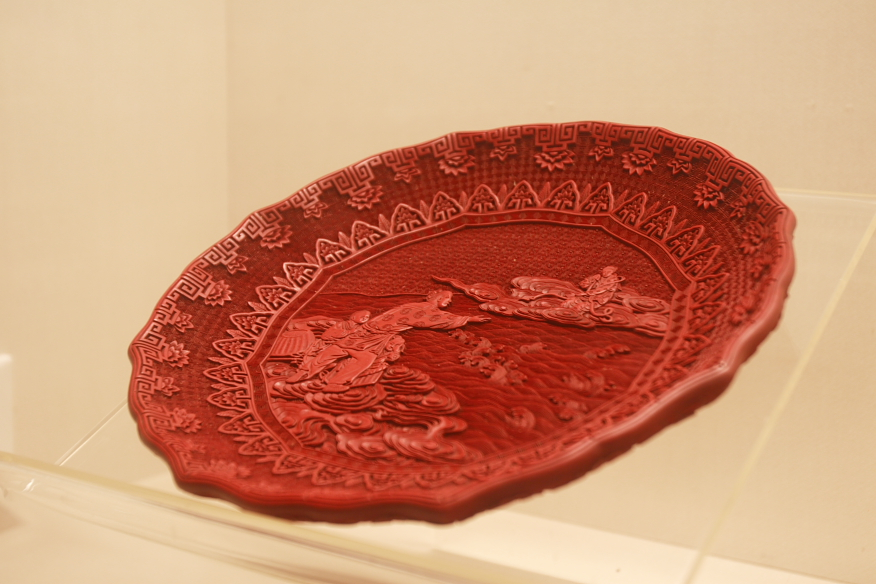
Зображення Ню-лана (Альтаїра) з дітьми та Чжі-нюй (Веги); епоха Цін.

У китайській міфології існує любовна історія Ці Сі (кит. спр. 七夕, піньїнь: qī xī), в якій Ню-лан (зоря Альтаїр), Пастух, і його двоє дітей (β і γ Орла) навіки розлучитися з рідною матір'ю, небесною ткалею Чжі-нюй (Вегою), яка перебуває на іншому березі річки — Чумацького Шляху. Японський фестиваль Танабата також заснований на цій легенді. Стародавні інгушські міфи пояснюють походження Веги, Денеба та Альтаїра, які утворюють на небі трикутник, легендою про доньку бога грому і блискавки Села, дівчиною надзвичайної краси, що вийшла заміж за небожителя. Згідно з цією легендою, вона підготувала з тіста трикутний хліб і засунула його в попіл з вуглинками, щоб він випікся. Поки вона ходила за соломою, два кути хліба згоріли, уцілів лише один. І тепер на небі видно три зорі, з яких одна (Вега) набагато яскравіша за дві інші. В зороастризмі Вегу часом пов'язують Ванантом, маленьким божеством, чиє ім'я означає «завойовник».
У Римській імперії момент, коли Вега перетинала лінію горизонту перед сходом Сонця, вважався початком осені..
Середньовічні астрологи вважали Вегу однією з 15 обраних зір, вплив яких на людство був найбільшим. Агріппа Неттесгеймський для позначення Веги використовував кабалістичний символ  з підписом лат. Vultur cadens, дослівним перекладом арабської назви. Зорю уособлювали камінь хризоліт і рослина чабер. Крім імені «Вега», різні астрологи Середньовіччя називали цю зорю «Вагні», «Вагнієхом» і «Векою».

### Вега в літературі
Вега неодноразово згадується у творах науково-фантастичної літератури.
Зокрема, у романі Е. Гамільтона «Місто на краю світу» (City at World's End, 1951) на четвертій планеті системи Веги (Вега-4) містився центр галактичної Федерації і новий осередок життя людей, які залишили непридатну для життя Землю.
У романі І. Єфремова «Туманність Андромеди» (1958) до Веги було скеровано 34-ту зоряну експедицію зорельоту «Парус», яка виявила тільки чотири незаселені планети.
У книзі Карла Сагана «Контакт» та у фільмі, що знятий за її сюжетом сигнал, який знаходить головна героїня надходить з орбіти Веги.